# Pancratius Caprez
Pancratius Caprez (* um 1625 in Trin; † 1704 in Maienfeld) war ein Schweizer reformierter Pfarrer. Von Bedeutung ist er vor allem aufgrund der von ihm verfassten theologischen Streitschrift „Anti-Georgius“, die die Frage nach der Existenz des Fegefeuers behandelt. Des Weiteren stellen seine Leichenpredigten eine bedeutende genealogische Quelle dar.

## Leben
Pancratius Caprez wurde um das Jahr 1625 herum in Trin im schweizerischen  Kanton Graubünden geboren. 1647/1648 studierte er an der Universität Basel evangelische Theologie. Am 3. Juni des Jahres 1648 nahm man ihn in Splügen in die evangelisch-rätische Synode auf. Damit verbunden war das Recht, in den Drei Bünden als Pfarrer tätig zu sein.
Caprez wurde daraufhin Pfarrer in Sils im Domleschg, wo er bis zum Jahre 1654 blieb. Im Jahr zuvor wurde er aus der Synode ausgeschlossen, weil ihm Kontakt zu dem Konvertiten Johann Schorsch vorgeworfen wurde, der zur katholischen Kirche übergetreten war. Caprez entschuldigte sich damit, er habe seit dem Übertritt Schorschs mit diesem nur wenige Worte gewechselt. 1654 wurde Caprez Pfarrer in Zizers; 1655  übernahm er zusätzlich die provisorische Versorgung in der Nachbargemeinde Untervaz. Nach einem Streit wegen der Ansprüche der Untervazer Tochtergemeinde Mastrils auf sonntäglichen Gottesdienst übernahm er im Jahr 1665 eine Pfarrstelle in Maienfeld. Dort verstarb Caprez 1704.

## Werke
- Anti-Georgius seu vindicae Caprezianae, quibius Johannes Georgii, apostatae Rhaeti, nuper funerati manium irrequietorum, in tenebrius detegitur (Zürich 1671)
- Jacobs-Trauerkleid, das ist: Eine Leicht-Predigt, Gehalten zu Meyenfeld 1671. Bey Bestattung Caroli von Salis (Basel 1671)
- Christliche Leich-Predigt/von dem Triumph der Ausserwehlten im ewigen Leben
- Astorgia meretricia: oder aussgelöschte natürliche Mutterliebe In einer ernsthaften Predigt der Gemeind Gottes zu Meyenfeld vorgetragen (Zürich 1683)